# Arthur Margetson
Arthur Margetson, né à Londres le 27 avril 1887 et mort  dans cette ville le 13 août 1951, est un acteur de théâtre et de cinéma britannique.

## Filmographie partielle
- 1930 :  Wolves (en)
- 1931 : Many Waters (en)
- 1933 : His Grace Gives Notice (en)
- 1934 : The Great Defender (en)
- 1935 : Royal Cavalcade de Thomas Bentley, Herbert Brenon, Norman Lee, Walter Summers, W. P. Kellino et Marcel Varnel
- 1935 : The Divine Spark
- 1935 : The Mystery of the Mary Celeste de Denison Clift
- 1936 : Music Hath Charms de Thomas Bentley, Alexander Esway, Walter Summers  et Arthur B. Woods
- 1936 : Le Lys brisé (Broken Blossoms) de John Brahm
- 1936 : Head Office
- 1936 : Juggernaut de Henry Edwards
- 1937 : Smash and Grab
- 1937 : Action for Slander
- 1938 : The Return of Carol Deane d'Arthur B. Woods
- 1939 : The Nursemaid Who Disappeared (en)
- 1940 : Return to Yesterday
- 1942 : Prisonniers du passé (Random Harvest)
- 1943 : Échec à la mort (Sherlock Holmes Faces Death) de Roy William Neill
- 1943 : Thumbs Up

## Théâtre
- 1946 : Around the world d'après Jules Verne, Adelphi Theatre, New York